# Johann Leonhard d’Artois von Bequignolle
Johann Leonhard (d’Artois) von Bequignolle auch Johann Bernhard Casimir (* um 1717 in Magdeburg; † um 1778 in Cosel) war ein preußischer Rittmeister und Chef des Freibataillon F 13.

## Leben

### Herkunft
Seine Familie stammte aus Frankreich und war hugenottisch. Sie war nach dem 1685 erfolgten Widerruf des Toleranzedikts von Nantes in die kurbrandenburgischen Lande eingewandert. Johann Leonhard war der Sohn des preußischen Obersten Noé (d'Artis) de Bequignolle und der Katharina Elisabeth, Witwe des Oberstleutnants Friedrich Moritz von Bequer und geborene von Hutten, eine Tochter des Generalmajors Bernhard von Hutten und dessen Ehefrau, einer geborenen Kolb von Wartenberg, Schwester des kurbrandenburgischen Ministers Graf Johann Kasimir Kolb von Wartenberg. Seinem Vater, der seit 1713 mit seiner Mutter vermählt war, wurde 1718 der alte französische Adelsstand an- und der preußische Adelsstand zuerkannt. Der blaue Schild des Familienwappens zeigt einen goldenen Sparren, begleitet von drei goldenen Streitkolben (Morgensternen; 2:1). Seine Schwester Jeanne Marie (1713–1791) war mit dem Präsidenten der Kriegs- und Domänenkammer in Minden, dann in Kleve, Victor Carl Moritz von Bessel (1700–1786), verheiratet und somit eine Tante des Präsidenten der Pommerschen Kriegs- und Domänenkammer, Carl Wilhelm von Bessel.

### Werdegang
Bequignolle trat jung in die Preußische Armee ein. Er avancierte am 16. Juli 1743 im Kürassierregiment „Markgraf Friedrich“ zum Leutnant. Im Februar 1751 verlieh ihm Friedrich II. ein Canonikat im St. Martins Stift in Minden. 1757 ersuchte er um seinen Abschied um sich in kurbraunschweigische Dienste zu begeben. So diente er 1758 im Rang eines Hauptmanns unter dem Kommando des Prinzen Ferdinand von Braunschweig. Als dieser mit seinem Korps den Rhein überschritt, konnte sich Bequignolle in den Kämpfen gegen die Franzosen auszeichnen. Am 6. Februar 1759 hat er mit dem Charakter eines Oberstleutnants seinen Abschied aus braunschweigischen Diensten erhalten und kehrte 1760 in preußische Dienste zurück. 1761 errichtete er in Halberstadt ein Husaren-Freikorps, das er im Rang eines Rittmeisters befehligte. Mit diesem konnte er sich vor Warburg und bei der Einnahme Kassels hervortun. Weiterhin nahm er im Siebenjährigen Krieg auch an den Kämpfen bei Naundorf und Malitsch teil. Nach dem Frieden von Hubertusburg wurde sein Bataillon 1763 aufgelöst, er selbst wurde in das Garnisonregiment „von Saß“ versetzt.

### Familie
Er heiratet Luise Amalie von Auerswald († 1767), eine Tochter des Hans Casimir von Auerswald, Erbherr auf Faulen in Westpreußen und der Luise Charlotte, geborene von Auer. Das Paar hatte mehrere Kinder:
- Johanna Charlotte ⚭ N.N. von Hundt, Major
- Frederike Elisabeth (1754–1809) ⚭ Johann Kasimir von Auer (1736–1809), Generalmajor
- Johann Bernhard Casimir (1757–1821) auf Sieslack bei Preußisch Eylau
- Wilhelm Alexander Heinrich, Oberstleutnant und Kommandeur der 5. Ostpreußischen Landwehr, Landschafts-Deputirter

⚭ Wilhelmine Freiin von Schrötter (1780–1858)
⚭ Dorothea Hexel
- Ludwig Friedrich Ferdinand ⚭ Luise von Sperling, verwitwete Hoym, Eltern des Generalleutnants Eduard d’Artois von Bequignolles